# يوهان غوتليب فيشته

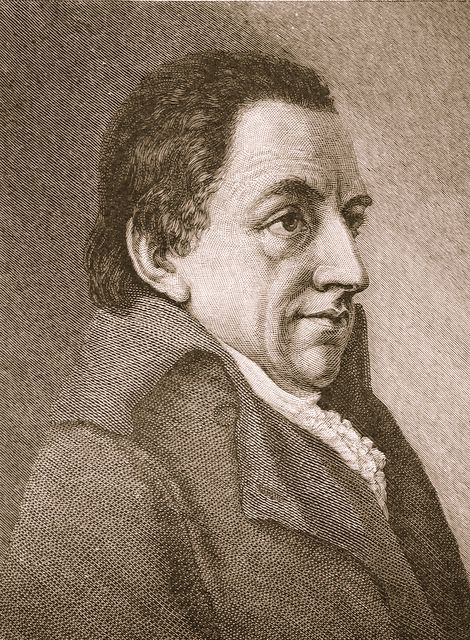
فيشته

يوهان غوتليب فيشته (بالألمانية: Johann Gottlieb Fichte) (1762–1814) فيلسوف ألماني.
واحد من أبرز مؤسسي الحركة الفلسفية المعروفة بالمثالية الألمانية، الحركة التي تطورت من الكتابات النظرية والأخلاقية لإمانول كانت. كثيرا ما يقدم فيشته على أنه الشخص الذي كانت نماذج فلسفته جسرا بين أفكار كانت والمثالي الألماني هيغل. بدأ الفلاسفة والدارسون حديثا تقدير فيشته كفيلسوف هام في حد ذاته لأجل رؤاه المختلفة في طبيعة الوعي الذاتي والإدراك الذاتي. مثل ديكارت وكانت قبله كانت مشكلة الذاتية والوعي دافعا لتأمله الفلسفي. كتب فيشته أيضا في الفلسفة السياسية وينظر إليه من عديدين كأب القومية الألمانية.

## حياته وعمله
ولد فيشته في مدينة رامنو في ولاية ساكسونيا 1762 بدأ دراسته في إكلركية/مدرسة جينا لللاهوت. في 1784 ودون إكمال شهادته أنهى فيشته دراسته. عمل فيشته مدرسا خاصا في زيورخ وفي 1790 أصبح ملازما ليوحنا ران ابن أخت الشاعر الشهير فريدريش غوتليب كلوبشتوك.
في 1790 بدأ فيشته في دراسة أعمال الفيلسوف إيمانويل كانت التي كانت مرجعا له طوال مسيرة الفكرية. بعدها بوقت ليس بطويل التقى فشته باستاذه كانت في مدينة كونيغسبرغ. أصدر فيشته كتابه الأول «محاولة في نقد الثورة» بتاريخ 1792 الكتاب الذي يحاول فشته الربط بين الوحي الإلهي وفلسفة كانت المادية النقدية.
كانت الطبعة الأولى من الكتاب قد نشرت بدون علم من كانت أو فيشته وبدون اسم المؤلف وبدون مقدمة موقعة. وهكذا ظن القراء المتابعون خطأ أنه كتاب جديد لايمانويل كانت نفسه. جميع القراء في بداية الامر ومن ضمنهم النقاد الذين كتبو مراجعات أولية عن الكتاب ظنوا أن كانت كان مؤلف الكتاب. حينها ظهر كانت للناس ووضح الالتباس الذي حصل وفي نفس الوقت أشاد بالكتاب ومؤلف الكتاب.
بعد هذا المديح والإطراء ارتفعت شهرة فيشته، كتب الشاعر الدنماركي جينس إيمانول باجسن الذي كان مقيما في ألمانيا في حينها ويكتب باللغة الألمانية رسالة إلى صديق له جاء فيها: «اما أكثر الاخبار إدهاشا لي وصدمة فهي ذلك الكتاب. لا أحد غير ايمانويل كانت يمكن أن يكتب مثل هذا الكتاب. لكن مع كل ذلك هذه أخبار رائعة. فقد ظهرت شمس ثالثة في الجحيم الفلسفي. وهذه الاخبار جعلتني في تشتت كهذا الذي انا فيه».
مات فيشته من مرض التيفوئيد لاثنين وخمسين عاما. وابنه إيمانويل هرمن فيشته له مساهماته أيضا في مجال الفلسفة.

## كتاباته
كان فيشته يحاكي أسلوب ايمانويل كانت شديد الصعوبة. فقدم فيشته أعمالا كانت بالكاد مفهومة. جاء في كتاب تاريخ الفلسفة كلام عن هذا الأسلوب الصعب: «لم يكن فيشته يتردد في التباهي بمهارته الفائقة في التظليل والتعتيم. وكان يشير إلى طلابه أحيانا كثيرة بأنه ليس هناك الا رجل واحد فقط في العالم يتمكن تماما من استيعاب ما يكتبه فيشته. وحتى هذا الرجل الواحد سيواجه مشاكل في اقتناص المعنى الحقيقي وراء كتابات فيشته». هذه الملاحظة كثيرا ما تنسب خطأ إلى الفيلسوف هيغل.
لم يؤيد فيشته حجة كانت في وجود النومينا وأنكر وجود حقيقة للأشياء «في ذاتها». أو حقيقة ما فوق المعقول الحقيقة التي تكون بعيدة عن مقدرات العقل الإنساني. ويرى فيشته الفصل الصارم والمنضبط بين «الأشياء في ذاتها» والأشياء «كما تظهر لنا». وباللغة اللاتينية تسمى هذه الاضداد نومينا وفينومينا.

## العمل الفلسفي

### القومية
ألقى فيشته، بين ديسمبر 1807 ومارس 1808، سلسلة من المحاضرات حول «الأمة الألمانية» وثقافتها ولغتها، مبرزًا نوع التعليم الوطني الذي يأمل أن يرفع الأمة من إذلال هزيمتها على أيدي الفرنسيين. بعد أن كان مؤيدًا لفرنسا الثورية، أصبح فيشته مستاءً عندما تقدمت جيوش نابليون عبر أوروبا بحلول عام 1804، واحتلت الأراضي الألمانية، وجردتهم من موادهم الخام وأخضعتهم للحكم الأجنبي. نتيجة لذلك اعتقد فيشته أن ألمانيا ستكون مسؤولة عن نقل فضائل الثورة الفرنسية إلى المستقبل. وعلاوة على ذلك، لم تُثر نزعته القومية نتيجة للإهانة والهزيمة العسكرية البروسية، إذ لم تحدث بعد، بل نتج عن الإخلاص لفلسفته الإنسانية. التفت إلى الأمة الألمانية كأداة لتحقيق ذلك، من خلال خيبة الأمل في الفرنسيين.
تزامنت هذه المحاضرات، بعنوان خطاب إلى الأمة الألمانية، مع فترة إصلاح في الحكومة البروسية، تحت اشراف البارون فوم ستين. يظهر الخطاب اهتمام فيشته خلال تلك الفترة باللغة والثقافة كأدوات للتنمية الروحية البشرية. اعتمد فيشته على الأفكار السابقة ليوهان جوتفريد هردر، وحاول توحيدها بنهجه الأكثر انتظامًا. هدف الأمة الألمانية، وفقًا لفيشته، هو «العثور على إمبراطورية من الروح والعقل، وإبادة القوة المادية الخام التي تحكم العالم تمامًا». ارتكزت قومية فيشته، الثقافية بالكامل والتي تشبه القومية الألمانية لهردر، على الجمالية والأدبية والأخلاقية.
استهوت القومية التي قدمها فيشته في الخطاب بعد أكثر من قرن من الزمان الحزب النازي في ألمانيا، الذي بحث في فكر فيشته القومي الرائد. ومثل نيتشه، فإن ارتباط فيشته بالنظام النازي جاء في قراءات ملونة لقومية فيشته الألمانية في فترة ما بعد الحرب. عُززت قراءة فيشته هذه في كثير من الأحيان بالرجوع إلى خطاب غير منشور من عام 1793، المساهمات في تصحيح حكم الجمهور بشأن الثورة الفرنسية، أعرب فيه فيشته عن مشاعر معادية للسامية، مثل الجدال ضد توسيع الحقوق المدنية لليهود، ووصفهم بأنهم «دولة داخل الدولة» والتي يمكن أن «تقوض» الأمة الألمانية.

غير أن هذا الخطاب أرفِق بحاشية قدم فيها فيشته التماسًا مؤثرًا بالسماح لليهود بممارسة دينهم دون عائق. وعلاوة على ذلك، فالفصل الأخير من الحياة المهنية الأكاديمية لفيشته هو الاستقالة من منصبه كرئيس لجامعة برلين احتجاجًا على رفض زملائه معاقبة من يضايق الطلاب اليهود. وبينما سعت المنحة الدراسية الحديثة إلى فصل كتابات فيشته بشأن القومية عن تبنيه من قبل الحزب النازي، تواصل الجمعية التفريط في إرثه، على الرغم من أن فيشته، وكأنه يستبعد كل أساس للشك، يحظر بوضوح -في نسخته المعاد صياغتها علم الأخلاق على أساس علم المعرفة- الإبادة الجماعية والجرائم الأخرى ضد الإنسانية:
إذا قلت إن ضميرك أمرك بإبادة الشعوب لآثامها، [...] يمكننا أن نقول لك بثقة أنك على خطأ، لأن مثل هذه الأشياء لا يمكن أن تأمرها فهي ضد الحرية والقوة الأخلاقية.

### النساء
قال فيشته إنه «ينبغي منع النساء اللواتي كنّ يدعون إلى إخضاع أنفسهن تماما لسلطة آبائهن وأزواجهن، من الحصول على المواطنة الفعالة، والحرية المدنية بل وحتى حقوق الملكية».

## روابط خارجية
- يوهان غوتليب فيشته على موقع الموسوعة البريطانية (الإنجليزية)
- يوهان غوتليب فيشته على موقع إن إن دي بي (الإنجليزية)
- يوهان غوتليب فيشته على موقع ديسكوغز (الإنجليزية)